# M 29 (Ukraine)
Die M 29 ist eine 157,9 km (mit Zubringer zur M 18 160,7 km) lange Fernstraße von „internationaler Bedeutung“ im Nordosten der Ukraine.
Die gut ausgebaute Fernstraße beginnt in der Oblast Charkiw bei der Stadt Ljubotyn westlich von Charkiw als Abzweigung der M 03 und verläuft in südwestliche Richtung an Nowa Wodolaha vorbei nach Berestyn. Hier führt sie in südliche Richtung nach Pereschtschepyne im Norden der Oblast Dnipropetrowsk, von wo aus sie wieder in südwestliche Richtung an Holubiwka vorbei verläuft und bei Hubynycha, etwa 20 Kilometer nördlich von Samar, endet und in die M 18 übergeht.